# Vietnamesischer Fußballpokal 2022
Der Vietnamesische Fußballpokal 2022, aus Sponsorengründen auch als BaF Meat-National Cup 2022 bekannt, war die 30. Saison eines Ko-Fußballwettbewerbs in Vietnam. Der Pokal wurde von der Vietnam Football Federation organisiert. Er begann mit der ersten Runde am 5. April 2022 und endete mit dem Finale am 27. November 2022.

## Termine
| Runde         | Datum                                       |
| ------------- | ------------------------------------------- |
| 1. Runde      | 5. April 2022 6. April 2022 7. April 2022   |
| Achtelfinale  | 9. April 2022 10. April 2022 11. April 2022 |
| Viertelfinale | 7. September 2022 8. September 2022         |
| Halbfinale    | 23. November 2022                           |
| Finale        | 27. November 2022                           |

## 1. Runde
|                          | Ergebnis |                         |
| ------------------------ | -------- | ----------------------- |
| 5. April 2022            |          |                         |
| Quảng Nam FC (2)         | 1:0      | Becamex Bình Dương (1)  |
| Hồng Lĩnh Hà Tĩnh FC (1) | 3:2      | Nam Dinh FC (1)         |
| 6. April 2022            |          |                         |
| Huế FC (2)               | 0:5      | Sài Gòn FC (1)          |
| Đồng Tâm Long An (2)     | 1:0      | Khánh Hòa FC (2)        |
| 7. April 2022            |          |                         |
| Pho Hien FC (2)          | 5:0      | Phu Tho FC (2)          |
| Bình Phước FC (2)        | 2:1      | Sông Lam Nghệ An (1)    |
| Phu Dong FC (2)          | 1:3      | Hải Phòng FC (1)        |
| Cần Thơ FC (2)           | 3:1      | Đắk Lắk FC (2)          |
| Hà Nội FC (1)            | 4:0      | Công An Nhân Dân FC (2) |

## Achtelfinale
|                         | Ergebnis        |                          |
| ----------------------- | --------------- | ------------------------ |
| 9. April 2022           |                 |                          |
| Hoàng Anh Gia Lai (1)   | 0:0 (5:3 i. E.) | Hồng Lĩnh Hà Tĩnh FC (1) |
| 10. April 2022          |                 |                          |
| FC Thanh Hóa (1)        | 4:0             | Đồng Tâm Long An (2)     |
| Hồ Chí Minh City FC (1) | 1:1 (3:4 i. E.) | Sài Gòn FC (1)           |
| Bình Phước FC (2)       | 3:0             | Quảng Nam FC (2)         |
| SHB Đà Nẵng (1)         | 1:2             | Hà Nội FC (1)            |
| Bình Định FC (1)        | 1:0             | Hải Phòng FC (1)         |
| Ba Ria Vung Tau FC (2)  | 0:0 (4:2 i. E.) | Pho Hien FC (2)          |
| Viettel FC (1)          | 5:0             | Cần Thơ FC (2)           |

## Viertelfinale
|                       | Ergebnis        |                        |
| --------------------- | --------------- | ---------------------- |
| 7. September 2022     |                 |                        |
| FC Thanh Hóa (1)      | 3:1             | Ba Ria Vung Tau FC (2) |
| Hoàng Anh Gia Lai (1) | 1:1 (5:3 i. E.) | Sài Gòn FC (1)         |
| 8. September 2022     |                 |                        |
| Bình Phước FC (2)     | 0:5             | Hà Nội FC (1)          |
| Viettel FC (1)        | 0:0 (3:5 i. E.) | Bình Định FC (1)       |

## Halbfinale
|                       | Ergebnis |                  |
| --------------------- | -------- | ---------------- |
| 23. November 2022     |          |                  |
| Bình Định FC (1)      | 4:0      | FC Thanh Hóa (1) |
| Hoàng Anh Gia Lai (1) | 0:2      | Hà Nội FC (1)    |

## Finale
|                   | Ergebnis |                  |
| ----------------- | -------- | ---------------- |
| 27. November 2022 |          |                  |
| Hà Nội FC (1)     | 2:0      | Bình Định FC (1) |

### Spielstatistik
| Paarung  | Hà Nội FC – Bình Định FC                             |
| Ergebnis | 2:0 (0:0)                                            |
| Datum    | 27. November 2022 um 17:00 Uhr                       |
| Stadion  | Hàng-Đẫy-Stadion, Hanoi                              |
| Tore     | 1:0 Đoàn Văn Hậu (48.) 2:0 Trương Văn Thái Quý (81.) |